# Дона-Инес
Дона-Инес (порт. Dona Inês) — муниципалитет в Бразилии, входит в штат Параиба. Составная часть мезорегиона Сельскохозяйственный район штата Параиба. Входит в экономико-статистический  микрорегион Куриматау-Ориентал. Население составляет 11 400 человек на 2006 год. Занимает площадь 132,445 км². Плотность населения — 86,1 чел./км².

## Статистика
- Валовой внутренний продукт на 2003 год составляет 21 228 541,00 реалов (данные: Бразильский институт географии и статистики).
- Валовой внутренний продукт на душу населения на 2003 год составляет 1889,16 реалов (данные: Бразильский институт географии и статистики).
- Индекс развития человеческого потенциала на 2000 год составляет 0,551 (данные: Программа развития ООН).